# Karol Fryderyk (wielki książę Saksonii-Weimaru-Eisenach)
Karl Friedrich (ur. 2 lutego 1783 w Weimarze, zm. 8 lipca 1853 tamże) – wielki książę Saksonii-Weimaru-Eisenach (jego władztwo było częścią Związku Niemieckiego). Pochodził z rodu Wettynów.

## Życiorys
Był synem wielkiego księcia Karola Augusta (przyjaciela Goethego) i jego żony wielkiej księżnej Ludwiki z Hesji-Darmstadt. Na tron wstąpił po śmierci ojca 14 czerwca 1828.
3 sierpnia 1804 w Sankt Petersburgu poślubił wielką księżnę Rosji Marię Pawłownę. Para miała czworo dzieci:
- księcia Pawła Aleksandra Karola Konstantyna Fryderyka Augusta (1805–1806)
- księżniczkę Marię Ludwikę Aleksandrę (1808–1877), przyszłą księżną Prus
- księżniczkę Marię Ludwikę Augustę Katarzynę (1811–1890), przyszłą królową Prus i cesarzową Niemiec
- Karola Aleksandra (1818–1901), kolejnego wielkiego księcia Saksonii-Weimar-Eisenach